# Purcell (cràter)
Purcell és un cràter d'impacte en el planeta Mercuri de 87,67 km de diàmetre. Porta el nom del compositor anglès Henry Purcell (c. 1659-1695), i el seu nom va ser aprovat per la Unió Astronòmica Internacional el 1979.